# Dinara Safina
Dinara Mihailovna Safina (n. 27 aprilie 1986, Moscova, RSFS Rusă, URSS) este o jucătoare profesionistă de tenis din Rusia. A ocupat timp de 26 de săptămâni fotoliul de lider în clasamentul mondial WTA. Este sora mai mică a fostului lider mondial, Marat Safin.

## Carieră

### Copilăria
Dinara Safina s-a născut la Moscova, din părinți de naționalitate tătară. Mama sa, Rauza Islanova, fostă campioană de tenis la juniori, era antrenoare la Clubul de tenis Spartak, iar tatăl său, Mihail Safin, era directorul clubului. Astfel că a început să joace tenis încă de la trei ani, iar la opt ani, sub îndrumarea mamei sale, a luat acest sport în serios.
În acea perioadă, s-a mutat alături de mama sa și fratele mai mare, Marat, în Spania, la Valencia, unde a învățat limba spaniolă în doar cinci luni și și-a dezvoltat stilul de joc, unul puternic și inteligent.

### Profesionism
Safina a debutat în circuitul profesionist în noiembrie 2000, la doar 14 ani, la turneul din circuitul ITF de la Mallorca, ajungând în finală, după ce trecuse și prin calificări. După o serie de victorii în turneele ITF (succese la Mallorca, Roma sau Las Palmas), în 2002 a debutat în circuitul WTA, la Estoril, în Portugalia, ajungând până în semifinale, unde a fost învinsă de Anca Barna din Germania.
Prima victorie din circuitul mondial a fost obținută în iulie 2002, la Sopot (Polonia), în fața slovacei Henrieta Naghiova, acest succes aducându-i intrarea între cele mai bune 100 de jucătoare din lume.
Peste un an, în data de 13 iulie 2003 a obținut al doilea titlu al carierei, la Palermo, după victoria în fața slovenei Katarina Srebotnik, și astfel a intrat în Top 50. În același an a ajuns pentru prima dată în turul patru al unui turneu de Mare Șlem, la US Open.
Începe anul 2005 cu victorie în turneul de sală de la Paris, din februarie, trecând în finală de Amelie Mauresmo, și în luna mai își adaugă în palmares și titlul la Praga, dar peste o săptămână, la Roland Garros, este eliminată în primul tur.
Peste un an avea să realizeze cea mai bună performanță într-un turneu de Mare Șlem, tot la Paris ajungând în sferturile de finală, după o revenire spectaculoasă în turul patru, în fața compatrioatei Maria Șarapova. În setul decisiv, Șarapova a condus cu 5-1, dar Safina a salvat o minge de meci și s-a impus cu 7-5. A pierdut apoi în sferturi în fața Svetlanei Kuznețova. Și-a egalat apoi performanța de la Roland Garros în Grand Slamul de la New York, unde a ajuns tot în sferturile de finală.
În 2007 a câștigat primul turneu la care a participat, la Gold Coast, în Australia, dar apoi a mai jucat o singură finală, pierdută la Charleston, în aprilie.
Safina a avut un început modest de an în 2008 cu un sfert de finală la Miami, dar apoi în mai a obținut mai întâi victoria la Berlin, contra Elenei Dementieva, pentru ca să joace și prima finală de Grand Slam, la Roland Garros, pierdută în dauna Anei Ivanovic. A mai pierdut o finală, pe iarbă la Hertogenbosch, pentru a câștiga în iulie turneele de la Los Angeles și Montreal. La Olimpiada de la Beijing, Safina a ajuns în finală, învinsă aici de Dementieva. Apoi s-a calificat până în semifinalele US Open, unde a fost eliminată de Serena Williams.
În 2009 a jucat a doua finală de Grand Slam a carierei, prima la Australian Open, dar a cedat în fața Serenei Williams. În aprilie a fost eliminată în turul doi la Miami, dar a profitat de o eliminare prematură și a Serenei și a devenit liderul mondial al ierarhiei feminine. Din postura de principală favorită, s-a impus în turneele de la Roma și Madrid și a ajuns din nou în finala de la Roland Garros, dar aici a fost învinsă de compatrioata Svetlana Kuznețova.
La Wimbledon a fost desemnată cap de serie numărul 1 și s-a calificat în premieră în semifinale, aici fiind însă zdrobită de campioana en-titre, Venus Williams, cu 6-1, 6-0 în doar 51 de minute.

## Finale în Turneele de Grand Slam
| Rezultat | An   | Turneu          | Suprafața | Adversara          | Scorul   |
| Învinsă  | 2008 | Roland Garros   | Zgură     | Ana Ivanović       | 6–4, 6–3 |
| Învinsă  | 2009 | Australian Open | Hard      | Serena Williams    | 6–0, 6–3 |
| Învinsă  | 2009 | Roland Garros   | Zgură     | Svetlana Kuznețova | 6–4, 6–2 |

## Performanțele carierei

### Victorii
| Nr. | Data               | Turneul                    | Suprafața         | Adversara din finală | Scorul           |
| 1.  | 27 iulie 2002      | Sopot, Polonia             | Zgură             | Henrieta Nagyová     | 6–3, 4–0 abandon |
| 2.  | 13 iulie 2003      | Palermo, Italia            | Zgură             | Katarina Srebotnik   | 6–3, 6–4         |
| 3.  | 13 februarie 2005  | Paris, Franța              | Carpetă (în sală) | Amélie Mauresmo      | 6–4, 2–6, 6–3    |
| 4.  | 15 mai 2005        | Praga, Cehia               | Zgură             | Zuzana Ondrášková    | 7–6(2), 6–3      |
| 5.  | 6 ianuarie 2007    | Gold Coast, Australia      | Hard              | Martina Hingis       | 6–3, 3–6, 7–5    |
| 6.  | 11 mai 2008        | Berlin, Germania           | Zgură             | Elena Dementieva     | 3–6, 6–2, 6–2    |
| 7.  | 27 iulie 2008      | Los Angeles, Statele Unite | Hard              | Flavia Pennetta      | 6–4, 6–2         |
| 8.  | 3 august 2008      | Montreal, Canada           | Hard              | Dominika Cibulková   | 6–2, 6–1         |
| 9.  | 21 septembrie 2008 | Tokyo, Japonia             | Hard              | Svetlana Kuznețova   | 6–1, 6–3         |
| 10. | 9 mai 2009         | Roma, Italia               | Zgură             | Svetlana Kuznețova   | 6–3, 6–2         |
| 11. | 17 mai 2009        | Madrid, Spania             | Zgură             | Caroline Wozniacki   | 6–2, 6–4         |
| 12. | 26 iulie 2009      | Portoroz, Slovenia         | Hard              | Sara Errani          | 6–7(5), 6–1, 7–5 |

### Înfrângeri
| Nr. | Data              | Turneu                                | Suprafața       | Adversara din finală | Scorul        |
| 1.  | 31 octombrie 2004 | Luxemburg, Luxemburg                  | Hard (în sală)  | Alicia Molik         | 6–3, 6–4      |
| 2.  | 21 mai 2006       | Roma, Italia                          | Zgură           | Martina Hingis       | 6–2, 7–5      |
| 3.  | 24 iunie 2006     | 's-Hertogenbosch, Olanda              | Iarbă           | Michaëlla Krajicek   | 6–3, 6–4      |
| 4.  | 15 aprilie 2007   | Charleston, Statele Unite             | Zgură           | Jelena Janković      | 6–2, 6–2      |
| 5.  | 7 iunie 2008      | Roland Garros, Paris, Franța          | Zgură           | Ana Ivanović         | 6–4, 6–3      |
| 6.  | 21 iunie 2008     | 's-Hertogenbosch, Olanda              | Iarbă           | Tamarine Tanasugarn  | 7–5, 6–3      |
| 7.  | 17 august 2008    | Jocurile Olimpice, Beijing, China     | Hard            | Elena Dementieva     | 3–6, 7–5, 6–3 |
| 8.  | 16 ianuarie 2009  | Sydney, Australia                     | Hard            | Elena Dementieva     | 6–3, 2–6, 6–1 |
| 9.  | 30 ianuarie 2009  | Australian Open, Melbourne, Australia | Hard            | Serena Williams      | 6–0, 6–3      |
| 10. | 3 mai 2009        | Stuttgart, Germania                   | Zgură (în sală) | Svetlana Kuznețova   | 6–4, 6–3      |
| 11. | 6 iunie 2009      | Roland Garros, Paris, Franța          | Zgură           | Svetlana Kuznețova   | 6–4, 6–2      |
| 12. | 16 august 2009    | Cincinnati, Statele Unite             | Hard            | Jelena Janković      | 6–4, 6–2      |